# Mastopatia quística difusa
La mastopatia quística difusa o mastopatia fibroquística o mastitis quística crònica o mama fibroquística és una malaltia del teixit mamari que afecta un estimat de 30 a 60% de les dones i almenys el 50% de les dones en edat de procrear. Es caracteritza per tumors no cancerosos de mama que de vegades poden causar molèsties, sovint periòdicament en relació amb les influències hormonals del cicle menstrual.